# میناموتو نو آریکو
میناموتو نو آریکو (به ژاپنی: 源 在子（みなもと の ありこ/ざいし) زایشی؛ تولد ۱۱۷1 – ۱۵ اوت ۱۲۵۷) هی (ملکه) ja:妃 همسر امپراتور گو-توبا و دخترخوانده میناموتو نو میچیچیکا اهل ژاپن بود. او تنها یک فرزند پسر به نام امپراتور تسوچی‌میکادو داشت.
از آنجا که پدرش، نوئن، برادر ناتنی تایرا نو توکیکو همسر قانونی تایرا نو کیوموری بود، او به مدیریت معبد هوشوجی در رژیم خاندان تایرا منصوب شد. مادرش، نوریکو، به عنوان پرستار چهارمین پسر امپراتور تاکاکورا، شاهزاده امپراتوری تاکاشی (که بعدها امپراتور گوتوبا شد) خدمت کرد. در سال ۱۱۸۳، زمانی که خاندان تایرا در بخش غربی ژاپن سقوط کرد، پدرش نوئن خاندان تایرا را همراهی کرد و نوریکو دوباره با میناموتو نو میچیچیکا ازدواج کرد. بعدها، میناموتو نو میچیچیکا او را به عنوان دختر خود پذیرفت.
میچیچیکا، یک نجیب دربار از مکتب چوین از خاندان موراکامی-گنجی، در دوران رژیم خاندان تایرا رابطه خوبی با قبیله تایرا داشت و به‌طور پیوسته موقعیت خود را مستحکم می‌کرد. با این حال، در سال ۱۱۸۱، امپراتور بازنشسته تاکاکورا، که بر دولت اینسی حکومت می‌کرد، و به دنبال او تایرا نو کیوموری درگذشت. زمانی که دولت اینسی توسط امپراتور گوشیراکاوا احیا شد، روابط بین میچیچیکا و خاندان تایرا، که تا قبل از آن خوب بود، قطع شد و از بین رفت. هنگامی که خاندان تایرا از پایتخت گریخت، میچیچیکا به همراه امپراتور گوشیراکاوا، به کوه هیئی گریخت و با خاندان تایرا مقابله کرد. خاندان تایرا به همراه امپراتور آنتوکو از پایتخت گریختند و شاهزاده امپراتوری تاکاشیگه به دستور امپراتور گوشیراکاوا به تخت سلطنت رسید.
پس از آن، میچیچیکا با نوریکو مادر زایشی ازدواج کرد، اما از آنجایی که نوریکو ندیمه امپراتور جدید، امپراتور گوتوبا بود، به میچیچیکا عنوان ندیمه مرد امپراتور جدید اعطا شد. در سال ۱۱۸۵، خانواده هیکه در نبرد دان نو اورا نابود شدند. در سال اول کنکیو (۱۱۹۰)، امپراتور گوتوبا جشن بلوغ خود را جشن گرفت و دختر نایب السلطنه کوجو کانه‌زانه، کوجو نوریکو، به عنوان همسر امپراتور چوگو منصوب شد. میچیچیکا به حمایت نزدیک از امپراتور گوشیراکاوا از ادامه داد، اما زمانی که امپراتور گوشیراکاوا در ۱۱۹۲ درگذشت، کوجو کانه‌زانه که سال قبل کانپاکو شده بود، به سمت حمایت از میناموتو نو یوریتومو تمایل پیدا کرد و با قدرت واقعی در دربار امپراتوری دست و پنجه نرم می‌کرد. برای میچیچیکا، کوجو کانه‌زانه یک دشمن سیاسی قوی بود.
در همین زمان، دختر خوانده میچیچیکا، آریکو، وارد کاخ امپراتوری امپراتور گوتوبا شد. در اوت ۱۱۹۵، دختر کوجو کانه‌زانه، کوجو نینشی، که همسر اصلی امپراتور یا چوگو بود، شاهدخت شوشی (۱۱۹۵–۱۲۱۱) را به دنیا آورد. در همین حال، در دسامبر همان سال، زایشی شاهزاده امپراتوری تامه‌هیتو (بعداً امپراتور تسوچی‌میکادو) را به دنیا آورد. میچیچیکا، که در آینده جایگاهی برای حفظ قدرت واقعی به عنوان پدربزرگ مادری امپراتور به دست آورده بود، از این فرصت استفاده کرد و با دستیاران سابق گوشیراکاوا جناح ضد کوجو کانه‌زانه، از جمله تانگو نو تسوبونه، همکاری کرد و برای سرنگونی کوجو کانه‌زانه نقشه کشید. کوجو کانه‌زانه از سمت خود به عنوان کانپاکو کنار گذاشته شد و دخترش در  اوت ۱۲۰۰ از دربار اخراج شد (تغییر سیاسی سال هفتم کنکیو).